# ويليام ناش (سياسي)
ويليام نـاش هو سياسي كندي، ولد في 15 مارس 1846، وتوفي في 26 أبريل 1917.